# Kathedrale St. Peter und Paul (Paramaribo)

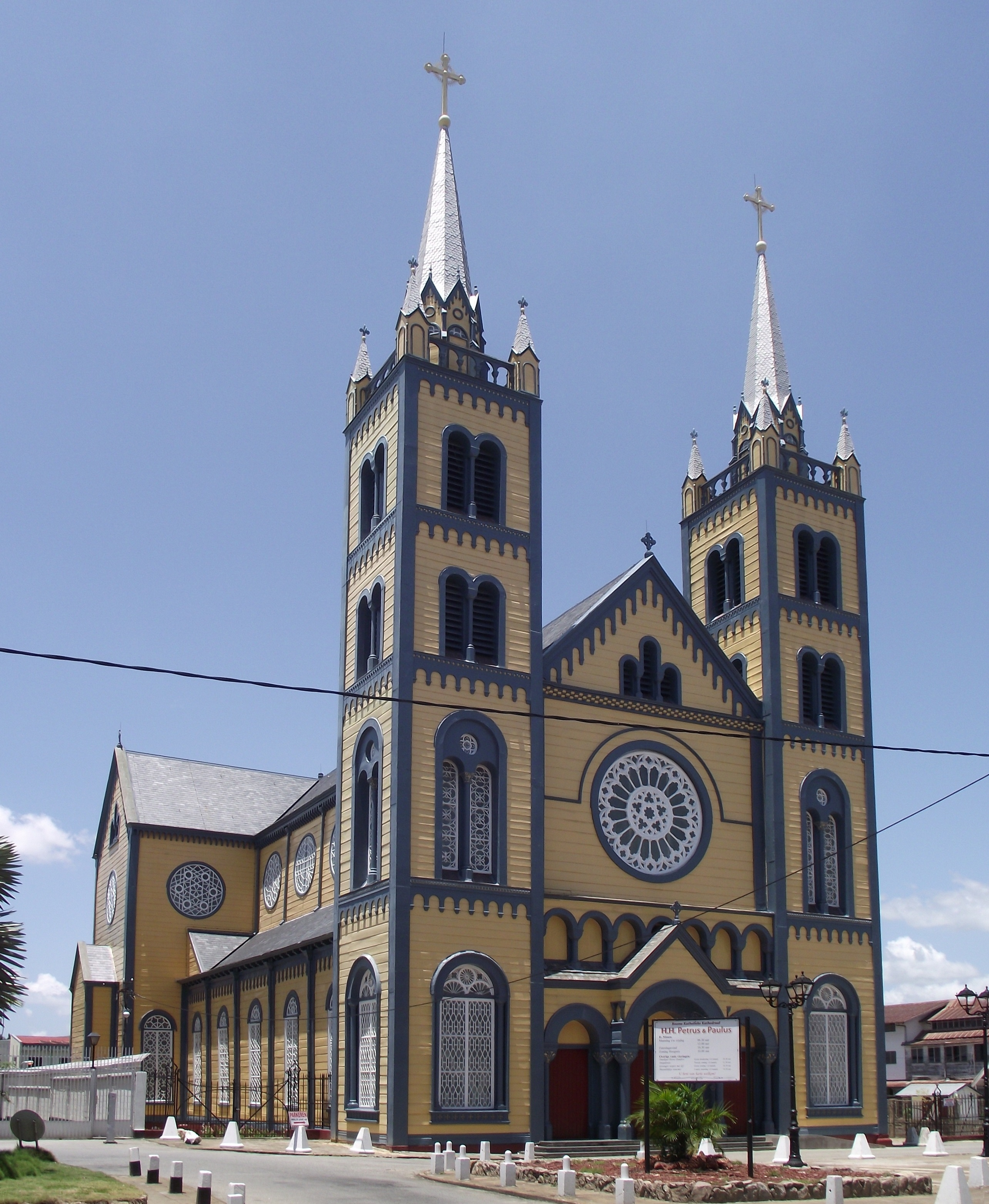
Restaurierte Kathedrale (2011)

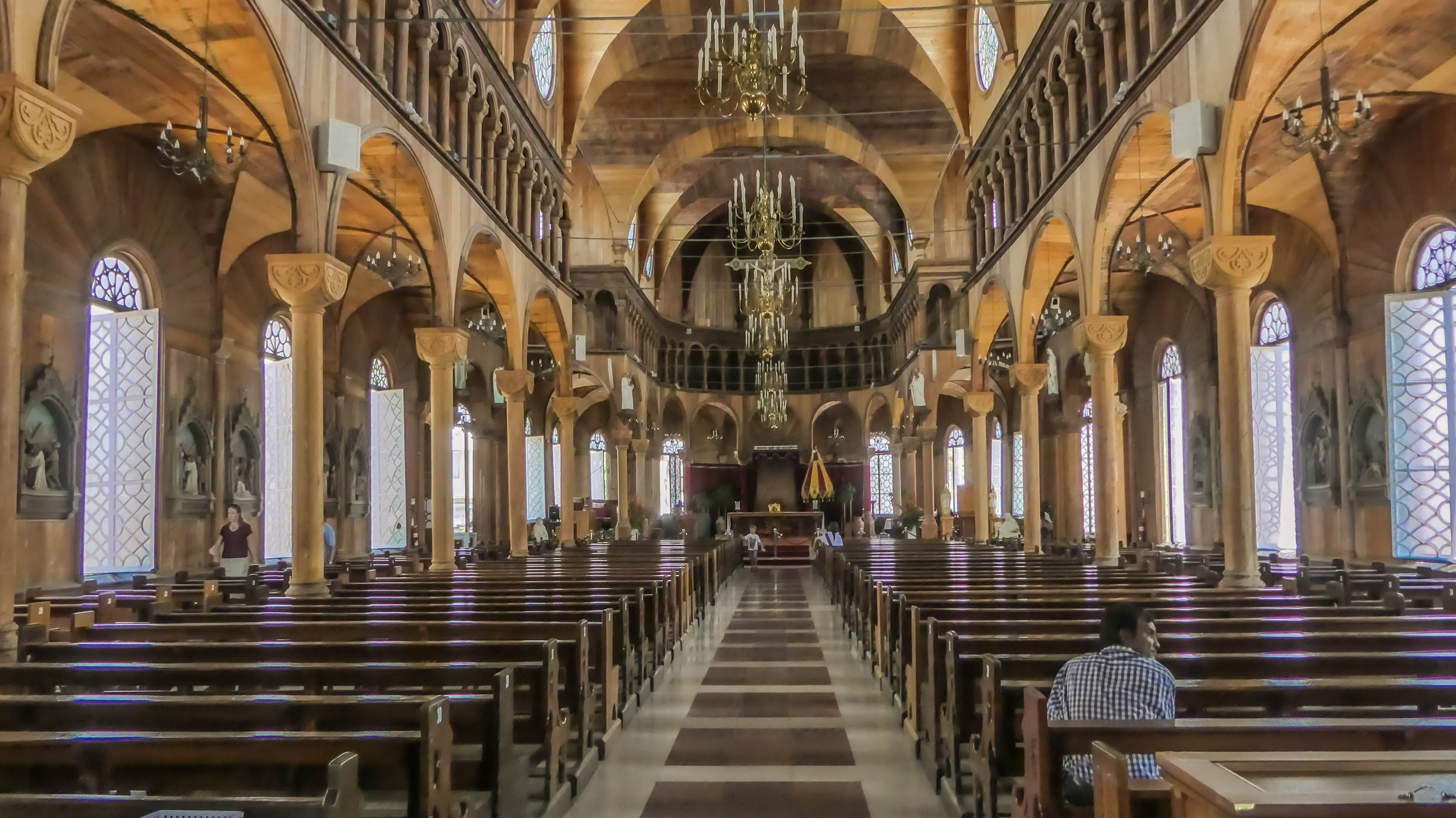
Innenraum der Kathedrale

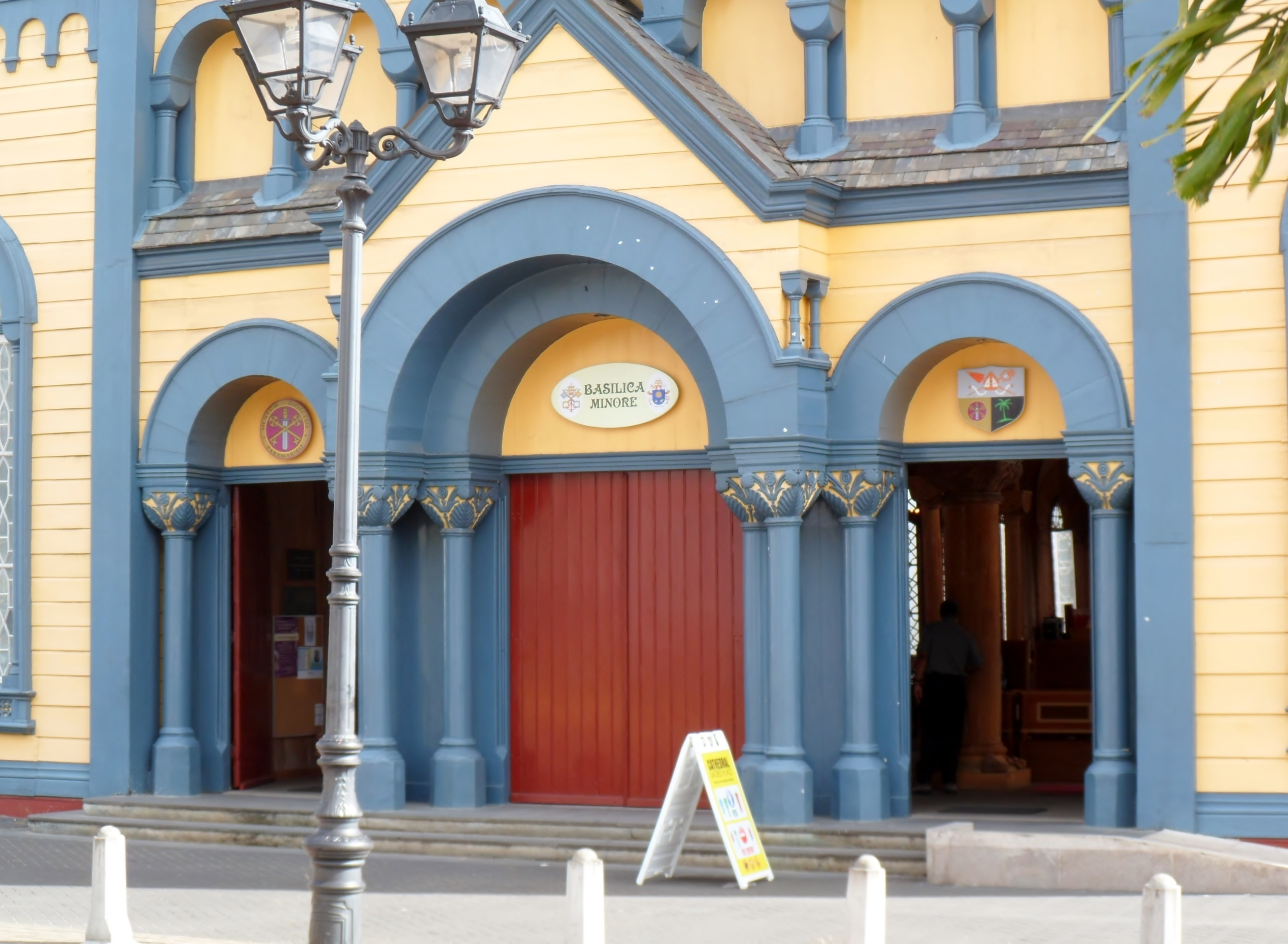
Eingangstür mit Zeichen der Basilica minor

Die Kathedrale St. Peter und Paul (nl.: Sint-Petrus-en-Pauluskathedraal) ist eine römisch-katholische Kirche in Paramaribo, der Hauptstadt von Surinam. Die neuromanische Kathedrale des Bistums Paramaribo ist den Aposteln Peter und Paul gewidmet und trägt den Titel einer Basilica minor. Die aus Holz errichtete Kirche befindet sich im historischen Stadtzentrum von Paramaribo, das seit 2002 auf der Liste des Weltkulturerbes der UNESCO steht.

## Baugeschichte
Die Kirche wurde zwischen 1883 und 1887 errichtet. Der Entwurf stammt vom Redemptoristen Frans Harmes (1835–1894). Das Äußere der dreischiffigen Basilika mit Querhaus ist beeinflusst von der Redemptoristenkirche im niederländischen Roosendaal und der Redemptoristenkathedrale in Boston. Die Fassade ist gelb und grau bemalt. Das Innere ist aus unlackiertem Zedernholz in der Ornamentik von Surinam. Die Kathedrale gehört neben der St.-Georgs-Kathedrale in Georgetown in Guyana zu den größten holzgebauten Kirchen Südamerikas.
Ungewöhnlicherweise wurde die Kathedrale damals über die bestehende Kirche gebaut. Diese Kirche war ursprünglich ein Theater, genannt Verreezene Phoenix. Im Jahre 1826 wurde dieses alte Theater in die Kirche umgewandelt und als Kirche St. Peter und Paulus geweiht. Während des Neubaus musste das Gebäude 1882 geschlossen werden. Die Grundsteinlegung hierzu erfolgte am 30. Januar 1883. Die alte Kirche wurde dann als Stützgerüst während des Baues genutzt und erst kurz vor Ingebrauchnahme der Kathedrale entfernt, die Kirchweihe erfolgte am 10. Juli 1885. Die Fertigstellung dauerte noch bis 1887. Die neuromanischen, etwa 44 Meter hohen Kirchtürme bilden mit ihren jeweils vier flankierenden Seitentürmen eine beeindruckende Doppelturmfassade und wurden um 1901 vollendet. Die Kirche wurde erst 1926 bemalt, vierzig Jahre nach der Eröffnung. Das Gotteshaus bietet bei einer Länge von 59,1 Metern in einer 14,6 Meter hohen und 16,5 Meter breiten Haupthalle Platz für 900 Gläubige, womit sie eine der größten und höchsten Holzstrukturen der westlichen Hemisphäre ist. Am 7. Mai 1958 wurde die Kirche bei der Erhebung des vormaligen Apostolischen Vikariats Niederländisch-Guyana-Suriname zum heutigen Bistum Paramaribo zu dessen Kathedrale.

## Renovierung
Nach einer umfassenden Renovierung, die von 1977 bis 1979 dauerte, begann das Gebäude bereits nach einigen Jahren zu verfallen und abzukippen. 1989 wurde die Kathedrale für die Öffentlichkeit geschlossen. Mitte der Neunzigerjahre stellte der Vatikan Mittel zur Verfügung, um das Gebäude wiederherzustellen. Weil die Kathedrale auch von Termiten befallen war, begann im Jahr 2002 eine umfassende Restaurierung. Zu diesem Zweck wurde von der Stiftung Hilfe Peerke Donders Maßnahmen ergriffen. Etwa 2,8 Mio. EUR wurden vom Europäischen Entwicklungsfonds zur Verfügung gestellt, womit die eigentliche Wiederherstellung im Jahr 2007 beginnen konnte. Am 13. und 14. November 2010 wurde die Kathedrale nach mehr als 21 Jahren mit einer Einsegnungsmesse und Kirchweihe durch Bischof Wilhelmus de Bekker wieder in Gebrauch genommen. Nachdem durch Papst Franziskus die Kathedrale zur Basilica minor erhoben wurde, erfolgte am 6. April 2014 in Anwesenheit von Nuntius Nicolas Girasoli die feierliche Einweihung und Segnung der Basilika.

## Glocken
Im August 1885 wurden im Westturm drei Glocken namens Alphonsus, Rosa und Johannes installiert. Sie haben die Töne Sol-Si-Re und wurden von der Koninklijke Klokkengieterij Petit & Fritsen in Aarle-Rixtel gegossen. Die schwerste Glocke, die Johannes, wiegt 827 Kilo. An Sonn- und Feiertagen und anderen besonderen Anlässen erschallen alle drei Töne.

## Orgel
Die Orgel wurde zwischen 1889 und 1890 von Michaël Maarschalkerweerd gebaut und hatte damals 1550 Pfeifen. Die Wiederherstellung der Orgel war 2015 noch nicht abgeschlossen.